# 国際交流基金地球市民賞
国際交流基金地球市民賞（こくさいこうりゅうききん ちきゅうしみんしょう）は、国際的な文化交流活動を通じて、市民の方々の主体的な発意により、豊かで活力のある社会を築いていこうとする先導的で優れた活動を行っている非営利の３団体に対し、毎年、国際交流基金より授与される賞のこと。

## 概要
同賞は、1985年に「国際交流基金地域交流振興賞」として創設され、国際文化交流を取り巻く社会変化に伴い、2004年に「国際交流基金地域交流賞」、2005年に「国際交流基金地球市民賞」へ名称が改められる。
日本国内に拠点を置き、(1)先導性/独自性（今後の国際文化交流の一つのモデルとして、他の団体の参考となり、オリジナリティのある活動を行っている）、(2)自発性（参加者が自発的に活動に関わっている）、(3)独立性（補助金や助成金だけに頼るのではなく、積極的に自己収入の確保に努め、独立した活動と運営を行っている）、(4)継続性（少なくとも3年以上の活動歴を有し、今後も着実に活発な活動を展開していくことが見込まれる）、(5)地域性（地域の特性を活かした活動をしている）、(6)相互性（（海外の団体と交流を行っている場合）活動が自らの団体・地域ばかりでなく、交流の相手にとっても意義深い活動である ）といった観点に優れ、安定した活動基盤を有している非営利の団体が本賞の対象となる。
また、一般による推薦も可能。

## 受賞団体一覧

### 1980年代

#### 1985
- (財)京都「国際学生の家」（京都府）

外国人留学生と日本人学生の共同生活の場の提供。
- 劇団文芸座（富山県）

富山国際アマチュア演劇祭、富山国際高校演劇祭の開催。
- 南北海道国際交流センター(現：(財)北海道国際交流センター)（北海道）

在日留学生を北海道の一般家庭に招き生活を共にする活動。

#### 1986
- 高萩国際交流の集い 実行委員会(現：高萩市国際交流協会)（茨城県）

小都市市民と外国人留学生の交流促進活動。
- (社)アジア協会・アジア友の会（大阪府）

アジア・アフリカの生活改善と開発への協力活動。
- 南方圏交流センター((財)からいも交流財団)（鹿児島県）

鹿児島県を起点に「村おこし交流からの海外協力」としての草の根交流。

#### 1987
- (財)京葉教育文化センター（千葉県）

アジアの民衆レベルの交流活動。
- (財)「母と学生の会」国際女子留学生センター（京都府）

外国人女子留学生を学業・生活両面で支援。
- 金沢を世界へひらく市民の会（石川県）

外国人向けの日本語講座、ホームステイなど幅広い市民交流活動。

#### 1988
- (財)大内山塾（三重県）

中国人留学生を受入れ日本語習得と実学研修を物心両面で支援。
- (財)PHD協会（兵庫県）

村づくりに取り組むアジア・南太平洋の若手人材を育成。
- 広島アジア文化会館（広島県）

長年にわたってアジアからの留学生のための寄宿舎を運営。

#### 1989
- 地球市民の会（佐賀県）

佐賀県を起点に様々な市民交流活動を実施。
- 準学校法人 アジア学院（栃木県）

アジア・アフリカ・中南米等の農村地域社会の中堅指導者を養成。
- 北海道国際婦人協会(現：北海道国際女性協会)（北海道）

各種ボランティア活動を通じた世界の婦人との友好親善活動。

### 1990年代

#### 1990
- 庄内国際交流協会（山形県）

留学生と地域の若者達に拡がった国際交流。
- 浦安市国際交流協会（千葉県）

幅広い市民が参加する多様な国際交流。
- (社)富山県芸術文化協会（富山県）

富山県下の芸術文化団体の提携による国際交流。

#### 1991
- 神戸YMCAクロスカルチュラルセンター（兵庫県）

留学生のホストファミリー活動及び在住外国人の交流活動。
- いっくら国際文化交流会（栃木県）

ボランティアの人材育成及びホームステイ受入れ等の国際交流。
- 人形劇カーニバル飯田 実行委員会(現：いいだ人形劇フェスタ 実行委員会)（長野県）

国内外の人形劇団と市民の交流による文化振興。

#### 1992
- アジア・太平洋こども会議 イン福岡 実行委員会（福岡県）

アジア・太平洋諸国から約100名の子供を招待して行う各種交流事業。
- 「茨城アジア教育基金」を支える会（茨城県）

ボランティアによるタイ東北部の児童への教育基金運営及び支援活動。
- (財)岩手国際理解推進協会（岩手県）

外国人英語教師の招聘、田野畑村を核とした国際理解教育と国際交流事業の推進。

#### 1993
- 置賜百姓交流会（山形県）

「自然と人間の共生」「地域文化の再考・保存」をテーマとした国内外の農民との継続的な人的交流活動。
- (社)熊本たけのこ会（熊本県）

国内外における、市民有志による人形劇公演。
- (社)長野国際親善クラブ（長野県）

市民レベルでの海外諸都市との交流事業と地域住民対象の外国語講座運営。

#### 1994
- アース・セレブレーション 実行委員会（新潟県）

太鼓グループ「鼓童」と協力し佐渡において国際的な太鼓フェスティバルを開催。
- 関西国際交流団体協議会（大阪府）

関西一円の民間国際交流団体からなるネットワークを組織。
- (財)たんぽぽの家（奈良県）

国境を超えた障害者の音楽交流を実現しアジアに障害者の国際交流ネットワークを形成。

#### 1995
- 秋田県国際交流をすすめる婦人の会（秋田県）

外国人花嫁を対象とした日本語教室活動と在日留学生に対する支援活動。
- からす川音楽集団（群馬県）

学校や福祉施設での定期演奏活動、諸外国における文化協力事業。
- 智頭町活性化プロジェクト集団（鳥取県）

国際交流と科学を軸とした地域の活性化・国際化を目的として様々なプロジェクトを展開。
- ※理事長特別表彰※ 多文化共生センター(旧・外国人地震情報センター)（大阪府）

ボランティア活動のネットワークの中心となって在住外国人に地震の情報を提供。

#### 1996
- JVC山形(日本国際ボランティアセンター山形)（山形県）

外国人花嫁に対する日本語教育、電話相談などの支援、国際理解協力活動。
- メイ（MAY）文庫（埼玉県）

児童絵画の交換を通じたマレーシアと日本の児童の交流。
- 長崎県世界青年友の会(面白ちんぐ倶楽部)（長崎県）

マレーシアからのホームステイ受入れなど、多彩な国際交流事業を手段とした離島における地域おこし活動。

#### 1997
- 国際都市仙台を支える市民の会(ICAS)（宮城県）

留学生とその家族を中心とした在住外国人との交流活動。
- とこなめ国際やきものホームステイ 実行委員会（愛知県）

陶芸のワークショップを通じ海外からの参加者と常滑市内の一般家庭とのホームステイを軸とした交流を企画。
- 太鼓集団 蒲生郷太鼓坊主（鹿児島県）

太鼓の演奏を通じた韓国、ニュージーランドﾞ、シンガポール等との交流活動。

#### 1998
- 札幌こどもミュージカル育成会（北海道）

創作ミュージカルの公演を通じた青少年のポーランドとの交流活動。
- 藤沢町国際交流協会（岩手県）

オーストラリア、フィジー等との交流活動。
- ミティラー美術館（新潟県）

インド民族画の展示や画家の招へいを通じ地方を舞台とした国際文化交流を推進。

#### 1999
- (財)おはなしきゃらばんセンター（東京都）

人形劇公演やお話の読み聞かせによる東南アジアと日本の子供たちに対する識字教育、国際理解教育の実践。
- いなみ国際木彫刻キャンプ 実行委員会（富山県）

地元の木工芸の伝統を生かして町ぐるみの国際木彫刻キャンプを開催。
- 琉球國祭り太鼓（沖縄県）

沖縄の民俗芸能であるエイサーを基本にした創作舞踊の公演と普及活動。

### 2000年代

#### 2000
- 江差追分会（北海道）

江差追分の海外公演、世界追分祭の開催など地域の文化に立脚した交流活動。
- 栃工高国際ボランティアネットワーク（栃木県）

地域の様々な団体と連携して中古の車イスを修理し海外に寄贈するという工業高校の特徴を生かした活動。
- 玄海人クラブ（佐賀県）

佐賀県有田町を拠点に地方を舞台にした日韓の間での幅広い交流事業。

#### 2001
- 財団法人 豊田市国際交流協会（愛知県）

市民ボランティア主導で外国人集住地域における多文化共生という課題に取り組む活動。
- 八日市大凧保存会（滋賀県）

八日市大凧の保存継承活動を核としつつ凧を通じて世界各国と交流。
- 社会福祉法人 こころの家族 特別養護老人ホーム故郷の家（大阪府）

在日コリアンの老人ホームにおいて地域住民との触れ合いの場を提供し日韓相互理解促進に貢献。

#### 2002
- 劇団あしぶえ（島根県）

地域住民と一体となった国際演劇祭の開催を通じて地域の活性化に貢献。
- 高知市立高知商業高校生徒会（高知県）

商業高校生ならではの模擬株式会社運営によるラオス学校建設支援と地元経済の活性化に貢献。
- 特定非営利活動法人 たかとりコミュニティセンター（兵庫県）

震災後の救援活動から発展した、多文化共生のまちづくりを目指すNGOの集合体。

#### 2003
- アーティスト・イン・レジデンス「美濃・紙の芸術村」 実行委員会（岐阜県）

美濃和紙を素材とする海外からのアーティストたちの創作活動とホームステイへの支援を通じ、地域に新たな活力を創造。
- 武生国際音楽祭推進会議（福井県）

市民ボランティアの情熱に支えられた、市民手作りの世界的レベルの現代音楽を中心とした音楽祭。
- 北方圏国際シンポジウム 実行委員会（北海道）

「流氷」を地域の知的資源とし、国内外の研究者が集まってのシンポジウムを市民が支え、地域の風土を見直す活動。

#### 2004
- 戸沢村国際交流協会（山形県）

韓国農村との草の根交流を契機として結成。共に楽しく暮らすことをめざし、地域ブランドの開発に取り組む。
- 特定非営利活動法人 セカンドハンド（香川県）

市民から提供された衣類や生活用品を販売し、その収益によりカンボジアでの学校建設等の支援を行う。
- 長崎国際交流塾（長崎県）

文化財である洋館「地球館」を拠点とし、留学生が主体となり「ワールドフーズレストラン」の運営などを行う。

#### 2005
- 特定非営利活動法人 チェルノブイリのかけはし（北海道）

チェルノブイリ原発事故で被災したこどもたちを招へいし、1ヶ月の転地療養をさせる「里親運動」を行う。
- 浅賀正治(個人受賞)（茨城県）

私費を投じてジンバブエやブルガリアからの石彫刻家を招く等、石彫を通じた国際文化交流活動。
- Ｇｅｎｋｉ 青年会（高知県）

土佐弁ミュージカルの創作・上演を通して地域社会との交流ならびにボランティア活動。

#### 2006
- ジュニア・グローバル・トレーニング・スクール 実行委員会（青森県）

地域文化に参加して国境を越えた友情をはぐくみ、明日の国際社会を担う地球市民ジュニアを育成。
- 特定非営利活動法人 多文化共生センター東京（東京都）

フリースクールの運営や子育て支援など他文化の背景を持つ子どもたちの希望と未来をはぐくむ。
- ジャパン・コンテンポラリー・ダンス・ネットワーク（京都府）

世界に踊りにいくぜ～地域と世界をつなぐコンテンポラリーダンス・ネットワーク。

#### 2007
- 特定非営利活動法人 芸術と計画会議(C.A.P.)（兵庫県）

行動するアーティストたちによる文化を通じたまちづくりと国際文化交流活動。
- 特定非営利活動法人 えひめグローバルネットワーク（愛媛県）

モザンビークの平和構築・復興支援策として武器を自転車に交換、ミシンなどを送り自立支援を行う。
- 特定非営利活動法人 アジア女性センター（福岡県）

地域に共に生きる外国籍女性と子どもの人権を守る活動。

#### 2008
- 特定非営利活動法人 S-AIR（北海道）

アーティスト・イン・レジデンス事業を通して、世界と地域をつなぎ、国内外にネットワークを構築。
- 特定非営利活動法人 大泉国際教育技術普及センター（群馬県）

青少年フェスティバルの開催や日本語学習の支援事業を通して日本とブラジルの架け橋となる青少年を育成。
- スキヤキ・ミーツ・ザ・ワールド 実行委員会（富山県）

市民主導での、音楽やダンスなど世界の豊かで多様な文化との出会いの場づくりを継続的に開催。

#### 2009
- 特定非営利活動法人 自然生クラブ（茨城県）

知的ハンディのある人を含む「組織体」として環境保全型農業を営みながら、表現活動を通じた国際文化交流を実施。
- 特定非営利活動法人 浜松NPOネットワークセンター（静岡県）

教育、医療、アートを3つの柱に、さまざまな団体や人々をつなぐ「ネットワーカー」を目指して活動。
- 特定非営利活動法人 グリーンバレー（徳島県）

「創造的過疎」をうたい、アートを柱に世界と地域をつなぎ、グローバルな地域活性化を図る。

### 2010年代

#### 2010
- 特定非営利活動法人 アクション（東京都）

フィリピンの子どもたちが自力で夢に向かってチャレンジできる環境づくりを目指して活動。
- 多文化まちづくり工房（神奈川県）

多様な文化背景をもつ若者たちによる、自分たちの地域を自ら守る活動。
- 特定非営利活動法人 ダンスボックス（兵庫県）

「つくるダンス」「みせるダンス」「交換するダンス」など地域に根ざし、先鋭的なダンスを神戸から世界に発信。

#### 2011
- 特定非営利活動法人かものはしプロジェクト(東京都渋谷区）

カンボジアを支援国とし、人身売買される現実を阻止する活動。
- 特定非営利活動法人ブラジル友の会（岐阜県美濃加茂市）

日本在住のブラジル人が直面する困難や課題をブラジル人同士で互いに協力し、解決しようと立ち上げられた団体。
- 特定非営利活動法人鳥の劇場 （鳥取県鳥取市

鳥取市鹿野町の廃校になった小学校と幼稚園を劇場に変え、地元に腰を据えて活動している。
理事長特別賞
- 陸前高田市国際交流協会 （岩手県陸前高田市）

日本語教室や国際文化交流イベントを通じて、地域の国際化を支える。甚大な災害を被ったところ、協会の関係者が、自ら被災しながらも、行政と連携し、安否確認を初めとして、生活相談、物資調達を通じて被災した在住外国人を支援。
- 国際交流協会 ともだちin名取（宮城県名取市）

名取市を拠点にするボランティア団体として、海外出身の方々と市民とが交流を通じて「地球市民」として共生することを目指して活動。
- 特定非営利活動法人 ザ・ピープル（福島県いわき市）

自分たちが住むまちの問題を、自分たち自身が考え、その解決のため主体的に行動することを目的として設立。古着のリサイクルを通じて海外の恵まれない地域の自立支援や資源のリユースを行う。

#### 2012
- 特定非営利活動法人 難民支援協会 (東京都新宿区）

日本に逃れてきた難民の認定手続きに関する法的支援、“医食住”などの緊急ニーズに応える生活支援や自立に向けた包括的な支援（就労、日本語教育等）、ならびに難民保護体制を実現するための政策提言や広報活動を行っています。また、難民と共に東日本大震災の被災地における復興支援や、難民支援で培った経験をもとに、被災した定住外国人への支援等を実施しています。
- 特定非営利活動法人 テラ・ルネッサンス（京都府京都市

すべての生命が安心して生活できる社会の実現を目指し、カンボジアでの地雷撤去支援、地雷埋設地域の村落開発、地雷回避教育、ウガンダやコンゴでの元こども兵の社会復帰支援、小型武器の不法取引規制に取り組んでいます。日本国内では、講演やワークショップを通じた平和教育活動や東日本大震災復興支援事業「大槌復興刺し子プロジェクト」を展開しています。
- 国立大分工業高等専門学校　足踏みミシンボランティア部（大分県大分市）

学生主体のボランティア活動として、ものづくりの技術を活かし、国内で使用されなくなった足踏みミシンを修理し、東南アジア諸国の貧困層などに寄贈することにより、現地の人々の生活及び就労支援を行っています。また、学生たちは寄贈先に赴き、現地の壊れたミシンの修理、現地語に翻訳した修理マニュアルを用いて現地の人たちが独力で修理できるように技術の指導を行っています。

#### 2013
- 特定非営利活動法人　多言語社会リソースかながわ(神奈川県横浜市）

日本語が得意でない外国人の方が病院にかかるとき、神奈川県下の医療機関と提携して、医療通訳者の派遣を行っている。外国出身の医療通訳者の方々も母国語と日本語を活かして地域社会に貢献。また、全国の地方自治体や国際交流協会が主催する医療通訳研修に講師を派遣して医療通訳者の育成を推進し、多くの外国人が医療通訳を利用できるようなインフラ整備にも貢献している。
特定非営利活動法人　BankART1929（神奈川県横浜市）
BankART1929は、横浜の歴史的建造物を文化芸術の場として活用する、都市再生プロジェクトに貢献。横浜市から文化施設の運営を委託され、市と協働して文化芸術の発信や、アートを媒介にした市民同士の交流を行っている。また、海外アーティストや団体との国際交流にも積極的で、多彩なジャンル・多様な人たちが交流する、コミュニケーションのハブの役割も担っている。
- 特定非営利活動法人　雪合戦インターナショナル（北海道壮瞥町）

雪合戦という「遊び」をYUKIGASSENという「スポーツ」に変え、日本国内だけでなく世界中に広める普及活動を行っている。人口2,700人、過疎・少子高齢化が進む北海道壮瞥町を拠点とし、町民が一体となってルールをつくり、雪合戦用具を開発し、スポーツ競技へと高め、1988年から継続的に国際大会を開催。2013年には海外9カ国と日本で構成するYUKIGASSENの「国際雪合戦連合」を設立し、世界中に広がった愛好者たちと協力しながら、さらなる国際的なネットワーク強化に取り組んでいる。

#### 2014
- 特定非営利活動法人 アメラジアンスクール・イン・オキナワ (沖縄県宜野湾市）

アメラジアンの子を持つ保護者たちによって創設された。日本と米国の文化を等しく尊重する「ダブル」として誇りを持って成長し、将来の進学や就職の機会が 増えるよう、英語、日本語によるバイリンガルでの教育の機会を提供している。また、沖縄の伝統文化を体験する交流会や社会人として世界で活躍している卒業 生らを招いて講演会を開催し自らのアイデンティティーの理解を深めている。
※アメラジアン（AmerAsian）は、米国人（American）とアジア人（Asian）の両親を持つ人。
- 特定非営利活動法人 なら国際映画祭実行委員会（奈良県奈良市）

映画館のない奈良市内で、世界で活躍できる次世代の映画人育成を目的とした「なら国際映画祭」を隔年で開催。上映やイベントの開催場所として、奈良特有の 歴史的な建物を活用している。また、関連事業として若者や子どもたちを対象に、奈良の暮らしが体験できるよう映画製作やワークショップを企画、運営。映画 作品を通して、奈良に住む普通の人々と交流しながら若者たちに映画製作が出来る権利を与え、かつ奈良に住む普通の人々の営みと尊さ、そして美しい奈良の風 土を世界に発信している。
- 特定非営利活動法人 プラス・アーツ（兵庫県神戸市）

阪神・淡路大震災の教訓をもとに、デザインやアートの力を活用して「楽しく防災を学ぶ」プログラムを考案し、国内外でワークショップや展示を通じて普及活 動を展開している。海外において現地のパートナーと協力し、現地のニーズに柔軟に対応したプログラムを実施しており、日本発の防災教育として海外でも広く 受け入れられるようになっている。また、世界各国で防災に対する認識を高めている。

#### 2015
- 特定非営利活動法人 Peace Field Japan (東京都千代田区）

- 公益財団法人 山本能楽堂（大阪府大阪市）

- 特定非営利活動法人 神戸定住外国人支援センター（兵庫県神戸市）

#### 2016
- ノルテ・ハポン（コスキン・エン・ハポン開催事務局） (福島県川俣町）

- 一般財団法人 熊本市国際交流振興事業団（熊本県熊本市）

- 硫黄島地区会（鹿児島県三島村）

#### 2017
- 芝園団地自治会 (埼玉県川口市）

- 特定非営利活動法人 Nagomi Visit（東京都港区）

- 特定非営利活動法人 黄金町エリアマネジメントセンター（神奈川県横浜市）

#### 2018
- 小松サマースクール実行委員会 (石川県小松市）

- 一般社団法人 グローバル人財サポート浜松（静岡県浜松市）

- 認定特定非営利活動法人 パンゲア（京都府京都市）

#### 2019
- 四日市市立西笹川中学校 多文化共生サークル (三重県四日市市）

- 特定非営利活動法人ハート・オブ・ゴールド（岡山県岡山市）

- 国際児童・青少年演劇フェスティバルおきなわ実行委員会（沖縄県那覇市）

### 2020年代

#### 2020
- 高田馬場さくらクリニック (東京都新宿区）

外国人住民が気軽に通えるまちのクリニックを開院
- 特定非営利活動法人海外に子ども用車椅子を送る会（東京都福生市）

多様な担い手によって海外の障がいを持つ子どもたちに車椅子を送る
- 特定非営利活動法人こえとことばとこころの部屋（大阪府大阪市）

出会いと表現の場を開き、社会との関わりを後押しする

#### 2021
- 一般社団法人 エル・システマジャパン（東京都千代田区）

東日本大震災で被災した子どもたちが音楽を通してたくましく成長
- 学校法人 ムンド・デ・アレグリア学校（静岡県浜松市）

外国ルーツの子どものための学校をつくり教育問題に立ち向かう
- 特定非営利活動法人 名古屋難民支援室（愛知県名古屋市）

東海地域唯一の難民支援NPO

#### 2022
- 特定非営利活動法人アレッセ高岡（富山県高岡市）

多様性を地域の力に 外国人散在地域における多文化共生のモデル的活動
- 特定非営利活動法人Peace Culture Village（広島県広島市）

テクノロジーと若者の参画で平和の尊さを後世につなぐ
- 特定非営利活動法人地域サポートわかさ（沖縄県那覇市）

ともに考え、住民の活動を創造的に後押しする地域づくりの要

#### 2023
- 特定非営利活動法人WELgee（東京都渋谷区）

難民が未来をデザインできる社会を切り拓く
- 社会福祉法人 国際視覚障害者援護協会（IAVI）（東京都板橋区）

視覚障がいのある若者の日本の盲学校留学を支援
- 特定非営利活動法人 ABCジャパン（神奈川県横浜市）

「当事者」としての伴走支援と、「鶴見人」としての地域に開かれた関係づくり